# Lights Out (ER)
Lights Out is de twintigste aflevering van het dertiende seizoen van de televisieserie ER, die voor het eerst werd uitgezonden op 26 april 2007.

## Verhaal
Taggart ziet Diane Moore weer op de SEH en het blijkt dat zij uitgezaaide kanker heeft en dat zij terminaal ziek is. Zij besluit om haar bij te staan in haar laatste tijd die haar nog rest.
Dr. Kovac moet als hoofd al zijn personeel mededelen dat zij tijdelijk een andere werkplek krijgen, dit omdat de SEH noodgedwongen gesloten wordt voor verbouwing. Als alles geregeld is beseft hij dat het hoofd zijn niets voor hem is en dat hij gewoon arts wil zijn, hij besluit om zijn functie neer te leggen.
Dr. Pratt is blij dat zijn halfbroer Chaz aangenomen is als ambulancebroeder. Hij is minder blij als hij Chaz op de SEH ziet met een alcoholvergiftiging, dit komt door een ontgroening van zijn collega's. 
Dr. Gates is het drinken van zijn vader helemaal zat en vertelt hem weg te gaan, dit mondt uit in een vuistgevecht tussen hen.

## Rolverdeling

### Hoofdrollen
- Goran Višnjić - Dr. Luka Kovac
- Maura Tierney - Dr. Abby Lockhart
- Mekhi Phifer - Dr. Gregory Pratt
- Parminder Nagra - Dr. Neela Rasgrota
- John Stamos - Dr. Tony Gates
- Stacy Keach - Mike Gates
- Shane West - Dr. Ray Barnett
- Scott Grimes - Dr. Archie Morris
- John Aylward - Dr. Donald Anspaugh
- J.P. Manoux - Dr. Dustin Crenshaw
- Gina Ravera - Dr. Bettina DeJesus
- Linda Cardellini - verpleegster Samantha Taggart
- Laura Cerón - verpleegster Chuny Marquez
- Deezer D - verpleger Malik McGrath
- Angel Laketa Moore - verpleegster Dawn Archer
- Sam Jones III - ambulancemedewerker Chaz Pratt
- Brian Lester - ambulancemedewerker Brian Dumar
- Demetrius Navarro - ambulancemedewerker Morales
- Chloe Greenfield - Sarah Riley
- Glenn Plummer - Timmy Rawlins
- Malaya Rivera Drew - Katey Alvaro

### Gastrollen (selectie)
- Annabella Sciorra - Diana Moore
- Maestro Harrell - Todd
- Yorgo Constantine - trekkie
- Rebecca Field - psychotische vrouw
- Carl Crudup - Bentley
- Jermaine Jackson - ongeduldige man